# Караобинское месторождение вольфрама и молибдена
Караобинское месторождение вольфрама и молибдена, также известное под названиями Караоба и рудник Джамбул, расположено в Шетском районе Карагандинской области Казахстана, в 100 км к югу от города Каражал и в 1 км севернее посёлка Жамбыл. Открыто в 1946 году. В настоящее время эксплуатируется ТОО «Караоба-2005».

## Описание
Месторождение является частью Балхашского рудного района, оно сложено из красного песчаника, конгломерата и известняка девонского и нижнего каменноугольного периода, а также верхнедевонскими порфирами и пермскими гранитами. Занимаемая площадь составляет 6x12 км. Рудные тела генетически связаны с прорывами позднепермских гранитов сквозь более ранние пласты. Области прорыва характеризуются присутствием лавово-туфовых пород главным образом риолитового и дацитового состава, реже андезитового.
Рудные тела представляют собой как полого- и крутопадающие залежи, так и рудные жилы и прожилково-грейзеновые зоны или штокверки. Жилы и грейзеновые зоны простираются в широтном либо северо-западном субмеридиональном или северо-восточном направлениях. Углы их падения составляют 65-87°. Протяжённость жил варьируется от 100 до 1000 м, средняя мощность — 0,3—1,5 м. Прожилково-грейзерные зоны обладают длиной от 350 до 800 м и мощностью 0,6—1,5 м. Штокверки представлены сетью сближенных пересекающихся вольфраморудных жил в гранитах центрального участка месторождения.
Рудные жилы относятся к различным временным периодам и подразделяются на вольфрамит-кварцевые, гюбнерит-сульфидно-кварцевые, молибденит-кварцевые и кварц-флюоритовые. Кварц-флюоритовые жилы не сопровождаются зонами околожильных грейзенов.
На месторождении обнаружено свыше 100 различных минералов. Основные используемые руды — вольфрамит, молибденит и козалит. Другие добываемые минералы — касситерит, топаз, берилл, флюорит; встречаются кварц, микроклин, мусковит, серицит, а также бертрандит, гельвин и др. Именно на Караобинском месторождении впервые в СССР были найдены минералы перит и русселит. Здесь же впервые в мире были обнаружены бетпакдалит и чухровит.
Руды месторождения подразделяются на жильные и штокверкные. Среднее содержание значимых элементов в рудах жильного типа: вольфрам — 0,735 %, висмут — 0,101 %, молибден — 0,03 %; в рудах штокверкного типа: вольфрам — 0,115 %, висмут — 0,014 %, молибден — 0,015 %. В качестве попутных элементов присутствуют также бериллий, серебро, тантал, ниобий, скандий, селен и теллур. Месторождение считается средним по масштабам.

## Эксплуатация
Добыча руды ведётся подземным методом посредством двух вертикальных стволов глубиной 240 и 300 м.
Первоначальным эксплуатантом месторождения являлся Акчатауский горно-обогатительный комбинат, производивший вольфрамовый концентрат. Однако в 1996 году предприятие было ликвидировано как юридическое лицо. Считается, что бо́льшая часть промышленных запасов к этому времени уже была выработана.
Получение вольфрамового концентрата было возобновлено только в 2005 году после возникновения нового предприятия «Караоба-2005». Предприятие выпускает вольфрамовый концентрат с содержанием триоксида вольфрама 66,7 %.